# فرح‌آباد (سیرجان)
فرح‌آباد، روستایی در دهستان نجف‌آباد از توابع بخش مرکزی شهرستان سیرجان در استان کرمان است.